# Cola de marea

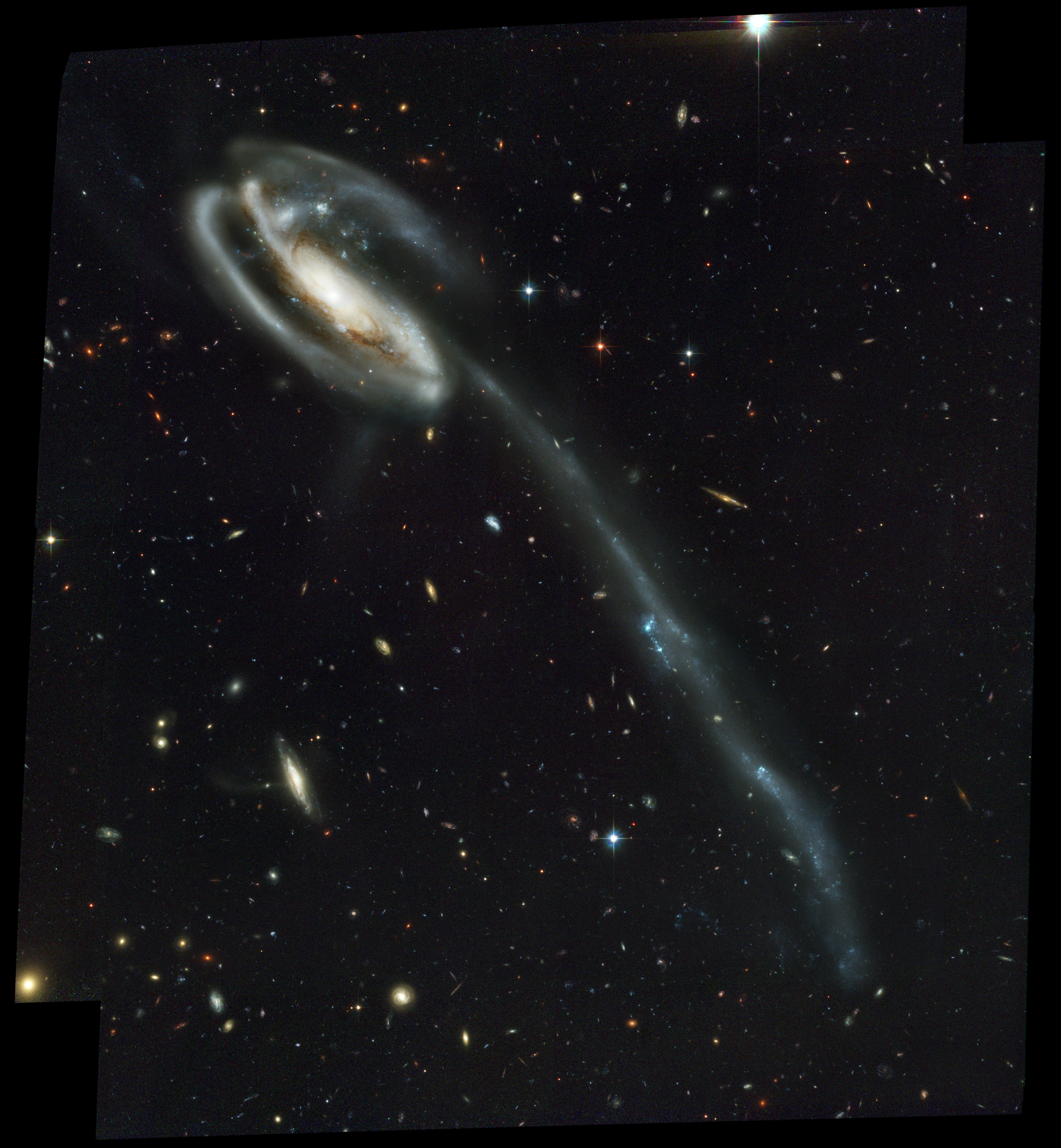
La Galaxia Renacuajo

Una cola de marea es una región delgada y alargada de estrellas y gas interestelar que se extiende al espacio desde una galaxia. Las colas de marea ocurren como resultado de las fuerzas de marea galáctica entre las galaxias que interactúan. Ejemplos de galaxias con colas de marea incluyen la Galaxia Renacuajo y las galaxias de Los Ratones. Las fuerzas de marea pueden expulsar una cantidad significativa de gas de una galaxia hacia la cola; dentro de las galaxias Antennae, por ejemplo, casi la mitad de la materia gaseosa observada se encuentra dentro de las estructuras de la cola. Dentro de esas galaxias que tienen colas de marea, aproximadamente el 10% de la formación estelar de la galaxia tiene lugar en la cola. En general, aproximadamente el 1% de toda la formación estelar en el universo conocido ocurre dentro de colas de marea.
Algunos pares de galaxias que interactúan tienen dos colas distintas —como es el caso de las Antennae—, mientras que otros sistemas tienen una sola cola. La mayoría de las colas de marea están ligeramente curvadas debido a la rotación de las galaxias anfitrionas. Las que son rectas en realidad podrían ser curvas, pero aun así parecen ser rectas si se las por el borde. 

## Historia
Los fenómenos ahora conocidos como colas de marea fueron estudiados detalladamente por primera vez por Fritz Zwicky en 1953. Varios astrofísicos expresaron sus dudas respecto a si estas extensiones podrían ocurrir solamente como resultado de "fuerzas de marea"; entre ellos está incluso el mismo Zwicky quien describe su punto de vista como «poco ortodoxo». Boris Vorontsov-Velyaminov argumentó que las colas eran demasiado delgadas y largas (a veces tan grandes como 100 000 pársecs) como para ser producidas solo por la gravedad, ya que ésta debería, en su lugar, producir amplias distorsiones. Sin embargo, en 1972, el renombrado astrónomo Alar Toomre probó que eran, de hecho, las fuerzas de marea las responsables de las colas.

## Galería

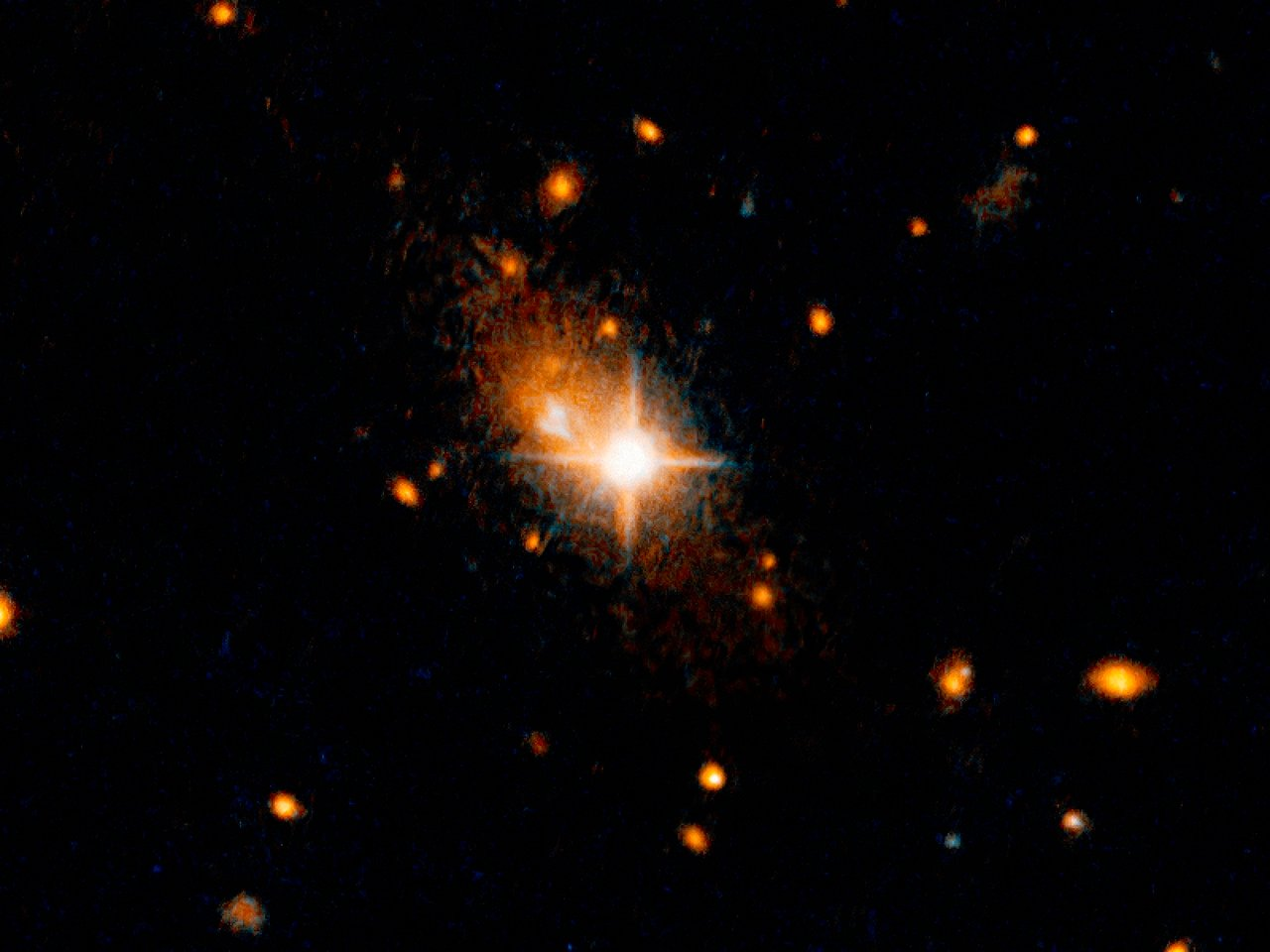
Colas de marea en forma de arco en la galaxia 3C186